# Сложность

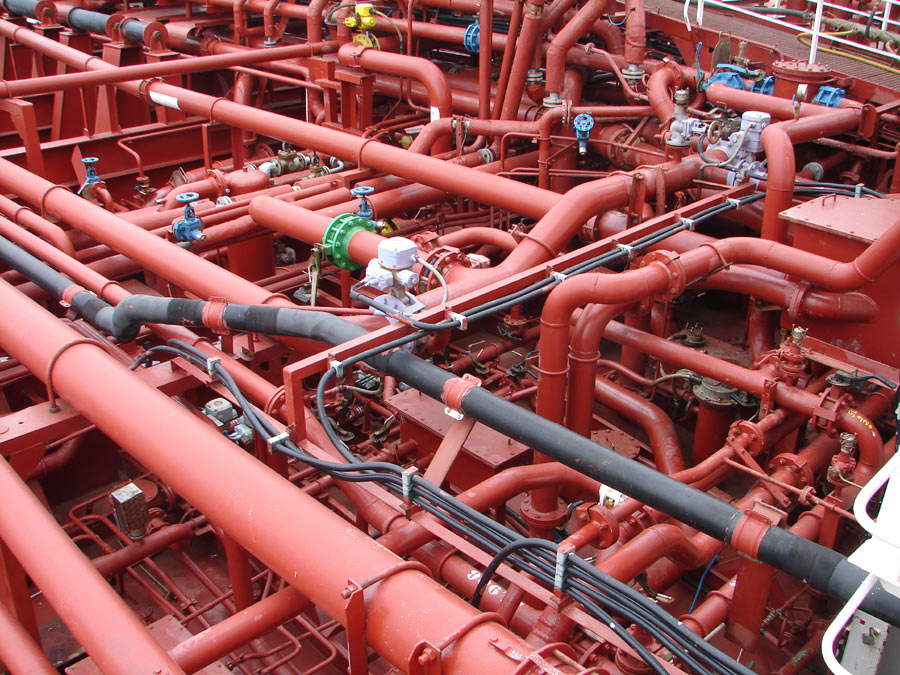
Метафорическая иллюстрация сложности

Сложность — характеристика, отражающая степень трудности для понимания, создания и верификации системы или элемента системы; степень трудности понимания и решения проблемы, задачи. Сложность системы или элемента системы может быть выражена через сложность соответствующих проблем и задач их понимания, создания и верификации.
Согласно энциклопедии Британника, научная теория сложности направлена на изучение таких поведенческих явлений некоторых систем, которые невозможно объяснить посредством анализа элементов этих систем. «Сложность» обычно используется для характеристики эмерджентного поведения систем. При этом сложность поведения системы может значительно, полиномиально с высокой степенью  и выше, превосходить сумму сложностей поведения входящих в систему элементов.
По состоянию на 2010 год используются несколько подходов к характеристике понятия сложности. Нил Джонсон утверждает, что «даже среди ученых нет единого определения сложности — и это научное понятие традиционно объяснялось на конкретных примерах». В конечном итоге Джонсон принимает определение «науки о сложности»,  как науки, «изучающей явления, возникающие в результате  взаимодействия совокупности объектов».

## Неупорядоченная и упорядоченная сложность
В 1948 году Уоррен Уивер провёл различие между двумя формами сложности: неупорядоченной сложностью и упорядоченной сложностью. Явления неупорядоченной сложности рассматриваются с использованием теории вероятностей и статистической механики, в то время как упорядоченная сложность имеет дело с явлениями, которые требуют одновременного рассмотрения значительного числа факторов, взаимосвязанных в единое целое. Работа Уивера 1948 года повлияла на последующие исследования сложности.
Одна из проблем при решении вопроса о сложности заключается в формализации интуитивного различия между системами с большим количеством случайных взаимодействий и системами, в которых количество взаимодействий хотя и велико, но сами взаимодействия происходят в рамках некоторых ограничений и связаны с корреляцией между элементами. Уивер решал эту проблему тем, что проводил различие между неупорядоченной и упорядоченной сложностью.
По мнению Уивера, неупорядоченная сложность возникает из-за того, что конкретная система имеет очень большое количество частей. Хотя взаимодействия частей в ситуации неупорядоченной сложности можно рассматривать как в значительной степени случайные, свойства системы в целом можно понять с помощью вероятностных и статистических методов.
Ярким примером неупорядоченной сложности являются молекулы газа в контейнере. Некоторые предполагают, что систему неупорядоченной сложности можно сравнить с (относительной) простотой планетных орбит — последние можно предсказать, применив законы движения Ньютона. Конечно, большинство реальных систем, включая планетные орбиты, в конечном итоге становятся теоретически непредсказуемыми даже с использованием ньютоновской динамики, как обнаружено современной теорией хаоса.
Упорядоченная сложность, с точки зрения Уивера, заключается в неслучайном или коррелированном взаимодействии между частями. Эти коррелированные взаимодействия создают скоординированную структуру, которая как система может взаимодействовать с другими системами. Скоординированная система проявляет свойства, не характерные для её частей. Можно сказать, что упорядоченный аспект этой системы «возникает» без какой-либо «направляющей руки».
Количество частей не должно быть очень большим, чтобы конкретная система имела эмерджентные свойства. Систему упорядоченной сложности можно понять по её свойствам (поведению) посредством моделирования и симуляции, в частности, компьютерного моделирования. Примером упорядоченной сложности является городской квартал как живой механизм, с его жителями как частями системы.